# David Almeida
David Antônio Abisai Pereira de Almeida (Manaos, 8 de febrero de 1969) es un abogado y político brasileño afiliado al Avante. Fue elegido alcalde de Manaos en las elecciones municipales de Brasil en 2020. En 2017 fue gobernador interino de Amazonas tras la anulación de José Melo de Oliveira y su vicegobernador por el TSE (Tribunal Superior Electoral), debido a problemas en la justicia brasileña.
La Constitución brasileña establece que la anulación de un gobernador y su vicegobernador, declara temporalmente la presidencia de la Asamblea Legislativa durante el año, hasta las elecciones internas suplementarias, a partir de las cuales se produjeron en 2017, cuando Almeida era presidente del poder legislativo del estado de Amazonas. En 2020, David Almeida fue elegido alcalde de la ciudad de Manaos por el Avante, entregando los votos en la segunda vuelta a Amazonino Mendes, de la PODE, que terminó primero en la primera vuelta, sucediendo a Arthur Virgílio Neto, para el período 2021-2025.